# Piano (Còrsega)
Piano (en cors U Pianu) és un municipi francès, situat a la regió de Còrsega, al departament d'Alta Còrsega. L'any 1999 tenia 36 habitants.

## Demografia
| 1962 | 1968 | 1975 | 1982 | 1990 | 1999 |
| ---- | ---- | ---- | ---- | ---- | ---- |
| 48   | 64   | 54   | 75   | 54   | 36   |

## Administració
| Període   | Identitat                | Partit | Qualitat |  |
| --------- | ------------------------ | ------ | -------- |  |
| 2001-2008 | Jean Nicolas Imperinetti |        |          |  |
| 2008      | Jean-Pierre Belgodere    | PNC    |          |  |